# Sfinks Hill
Sfinks Hill är en kulle i Antarktis. Den ligger i Östantarktis. Australien gör anspråk på området. Toppen på Sfinks Hill är 45 meter över havet.
Terrängen runt Sfinks Hill är huvudsakligen platt. Trakten är obefolkad. Det finns inga samhällen i närheten. 